# エレベーター (ローラーズのアルバム)
『エレベーター (Elevator)』は、ベイ・シティ・ローラーズの1979年のロック・アルバム。

## 解説
長らくバンドのリードボーカルを務めたレスリー・マッコーエンに代わってダンカン・フォール (Duncan Faure) が加わって、バンドの名義も『ザ・ローラーズ (The Rollers)』と短縮され、それまでの作品よりもロックするパワー・ポップ・サウンドが追求された。
アリスタ・レコードからリリースされたこのアルバムは、批評家たちからは好意的に評価されたが、商業的には成功しなかった。このアルバムも、ここからリリースされたいずれのシングルも、チャート入りは果たせなかった。
このアルバムは、2008年にCDとしてリイシューされたが、ボーナス・トラックは加えられなかった。

## 音楽
オールミュージックのデイヴ・トンプソンは、このアルバムをハードロックやAOR（アルバム・オリエンテッド・ロック）への志向をフィーチャーした作品だと評した。『ビルボード』誌は、1965年から1966年ころのビートルズに似た感じがするとし、『トラウザー・プレス (Trouser Press』誌は、このアルバムをビートルズの『ラバー・ソウル』（1965年）と比較した。

## 批評
| 専門評論家によるレビュー | 専門評論家によるレビュー |
| レビュー・スコア         | レビュー・スコア         |
| 出典                     | 評価                     |
| ------------------------ | ------------------------ |
| Allmusic                 | link                     |
| Billboard                | link                     |

オールミュージックは、このアルバムに星4つを付けている。

## トラックリスト

### Side One
1. ストーンド・ハウスNo.1 "Stoned Houses #1" (Faulkner, Wood, Faure)
2. エレベーター "Elevator" (Faulkner, Faure, Wood)
3. 僕らはロックン・ロール・スター "Playing in a Rock and Roll Band" (Faure, Tom Seufurt)
4. ハロー・アンド・ウェルカム・ホーム "Hello & Welcome Home" (Faulkner, Faure)
5. 想い出の少年時代 "I Was Eleven" (Faure)
6. ストーンド・ハウスNo.2 "Stoned Houses #2" (Faulkner)

### Side Two
1. 恋するラジオ "Turn on the Radio" (Faulkner, Faure, Wood, Alan Longmuir)
2. インスタント・リレイ "Instant Relay" (Faulkner)
3. 明日に向って "Tomorrow's Just a Day Away" (Faulkner, Wood)
4. 恋人は誰だ "Who'll Be My Keeper" (Faure)
5. バック・オン・ザ・ロード・アゲイン "Back on the Road Again" (Faulkner, Faure, Wood, Alan Longmuir)
6. ワシントンズ・バースデイ "Washington's Birthday" (Wood, Faulkner, Faure)

## パーソネル

### メンバー
- エリック・フォークナー – ギター、ボーカル、リード・ボーカル（「僕らはロックン・ロール・スター」）
- ダンカン・フォール – リード・ボーカル、ピアノ、モーグ、ギター
- アラン・ロングミュアー – ギター、ベース、ボーカル、ストリング・マシン
- デレク・ロングミュアー – ドラム、パーカッション
- スチュアート・"ウッディ"・ウッド – ベース、ピアノ、モーグ、ストリング・マシン、クラビネット、ボーカル、リード・ボーカル（「明日に向かって」）

### その他
- Peter Ker – producer
- Rod Thear – engineer
- Gary Gray – mixing engineer
- John Naslen – mixing engineer